# Habsburg–Lotaringiai Rainer József lombard–velencei alkirály
Habsburg–Lotaringiai Rainer József (ismert ragadványnevén az idősebb Rainer, németül: Erzherzog Rainer Joseph von Österreich, olaszul: Ranieri Giuseppe d'Asburgo-Lorena; Pisa, 1783. szeptember 30. – Bolzano, 1853. január 16.), a Habsburg–Lotaringiai-házból származó osztrák főherceg, I. Péter Lipót toscanai nagyherceg (későbbi német-római császár) és Spanyolországi Mária Lujza gyermeke, aki az osztrák Császári-Királyi Hadsereg (Kaiserlich-Königliche Armee) táborszernagya (k.k. Feldzeugmeister) valamint a Lombard–Velencei Királyság alkirálya.
Savoyai Mária Erzsébet carignanói hercegnővel kötött házasságából származó gyermekei között olyan személyek vannak mint Mária Adelheid szárd–piemonti királyné, továbbá Ifjabb Rainer Ferdinánd a birodalmi Minisztertanács Elnöke, valamint több osztrák k. u. k. altábornagy, Lipót Lajos, Ernő, Zsigmond és Henrik főhercegek.

## Élete

### Származása, testvérei
Rainer főherceg 1783. szeptember 30-án született Pisában, a Toszkánai Nagyhercegség területén.
Édesapja a Habsburg–Lotaringiai-házból való Lipót toszkánai nagyherceg (1747–1792), a későbbi II. Lipót német-római császár, magyar és cseh király, édesanyja a Bourbon-házból való Mária Ludovika spanyol infánsnő (María Luisa de España, 1745–1792), később német-római császárné volt.
Rainer főherceg az uralkodópár 16 gyermeke közül tizennegyedikként született. A felnőttkort megérő testvérek:
- Mária Terézia Jozefa főhercegnő (1767–1827), aki I. Antal szász királyhoz ment feleségül.
- Ferenc József Károly főherceg (1768–1835), a későbbi II. Ferenc német-római császár, I. Ferenc néven osztrák császár, magyar és cseh király.
- Ferdinánd József János főherceg (1769–1824), később III. Ferdinánd néven Toszkána nagyhercege.
- Mária Anna Ferdinanda főhercegnő (1770–1809), a prágai Szent Teréz apácakolostor főapátnője.
- Károly főherceg (1771–1847) tábornagy, Teschen hercege, Napóleon legyőzője az asperni csatában.
- Sándor Lipót főherceg (1772–1795), 1790-től haláláig Magyarország nádora.
- József Antal János főherceg (1776–1847), 1795-től haláláig Magyarország nádora (József nádor).
- Mária Klementina főhercegnő (Maria Klementine von Österreich, 1777–1801), aki Ferenc nápoly–szicíliai trónörököshöz ment feleségül.
- Antal Viktor főherceg (1779–1835), Köln püspöke, 1816–1828-ig a Német Lovagrend Nagymestere.
- János főherceg (1782–1859) tábornagy, a „stájer herceg”.
- Rainer József főherceg (1783–1853) tábornagy, a Lombard–Velencei Királyság alkirálya.
- Lajos főherceg (1784–1864) tábornagy, 1836–1848-ig az Államkonferencia vezetője.
- Rudolf főherceg (1788–1831) bíboros, Olmütz hercegérseke, Beethoven mecénása.

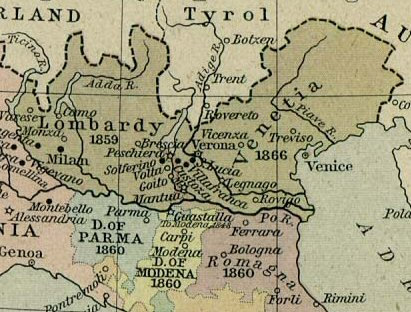
A Lombard–Velencei Királyság.

### Pályafutása
Rainer főherceg gyermekéveit a firenzei nagyhercegi udvarban töltötte. Hétéves volt, amikor 1790-ben apja megörökölte a császári trónt, és a család Bécsbe költözött. 1792-ben kilencévesen mindkét szülőjét elveszítette, három hónapon belül. Rainer főherceg elsőszülött bátyja, a 24 éves Ferenc lett az uralkodó (II. Ferenc néven német-római, 1804-től I. Ferenc néven osztrák császár).
Rainer főherceget 25 éves korában, 1818. január 3-án császári bátyja, I. Ferenc kinevezte az Osztrák Császársághoz kapcsolt Lombard–Velencei Királyság (Regno Lombardo-Veneto) alkirályává. Ezt az államot a napóleoni háborúkat lezáró bécsi kongresszus alkotta 1815-ben, Lombardia és Veneto (a volt Velencei Köztársaság) tartományok összekapcsolásával. Az állam perszonálunióban állt Ausztriával, uralkodója a mindenkori osztrák császár volt, akit az alkirály és a főkormányzó képviselt. Rainer főherceg 1848-ig látta el az alkirályi tisztséget. Az alkirályi tisztség nem jelentett sok államigazgatási kötelezettséget. A milánói királyi udvarban Rainer főhercegnek és Mária Erzsébet főhercegnének főleg protokolláris feladataik voltak.
Az itáliai forradalom előestéjén Rainer főherceg, Spaur főkormányzóval együtt 1848. január 18-án elhagyta Lombardiát, Bécsbe utazott jelentéstételre. Radetzky tábornagy, aki 1831 óta az itáliai császári csapatok főparancsnoka volt, úgy értékelte, hogy az olasz nemzeti lázongás a főherceg liberalizmusa, túlzott engedékenysége miatt növekedhetett olyan mértékűre, hogy leverésükre császári csapatok bevetése válhat szükségessé. 1848 májusától Radetzky katonai kormányzó gyakorolta a teljhatalmat a két tartományban, Rainer főherceg már nem is térhetett vissza állomáshelyére. A milánói és monzai királyi paloták üresen álltak 1857 szeptemberéig, az új alkirály, Ferdinánd Miksa főherceg megérkezesééig (akit 1859-ben szintén túlzottnak minősített liberalizmusa miatt hívtak vissza).
1848 márciusában Rainer főherceg családjával együtt Tirolba költözött. A dél-tiroli Bozenben (ma: Bolzano, Olaszország) halt meg 1853. január 16-án, 70 éves korában. Özvegye három évvel élte őt túl. Mindkettőjüket a bolzanói székesegyház (Dom Maria Himmelfahrt) kriptájában temették el.

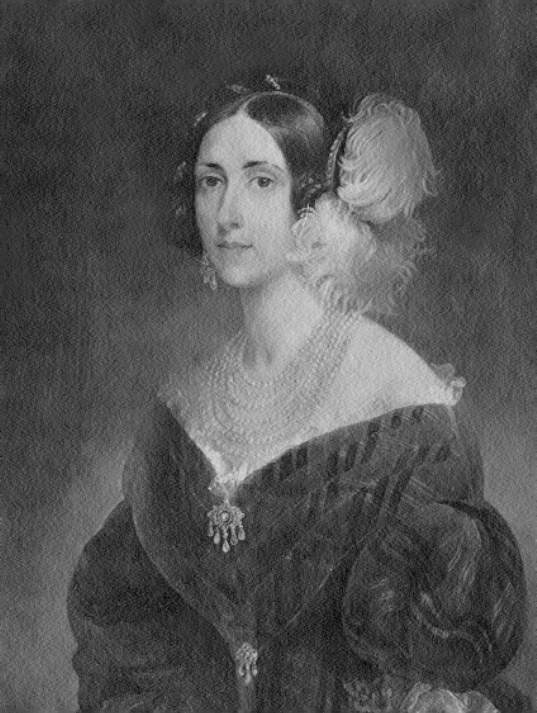
Felesége, Mária Erzsébet carignanói hercegnő

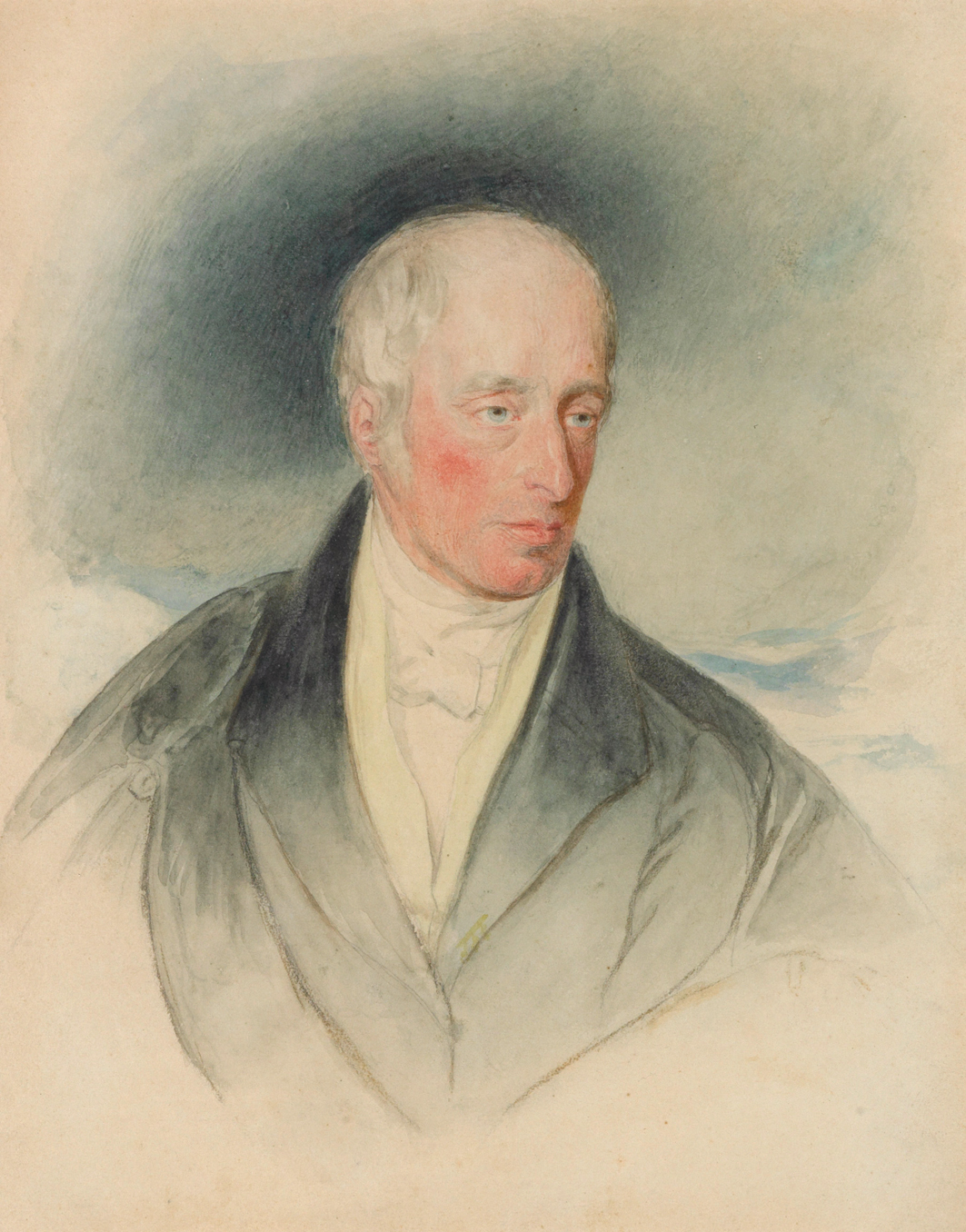
Rainer József főherceg, 1840 körül

### Házassága, utódai
Rainer főherceg 1820. május 28-án Prágában feleségül vette Savoyai Mária Erzsébet carignanói hercegnőt (Maria Elisabetta di Savoia-Carignano, 1800–1856), Károly Emánuel Ferdinánd carignanói herceg (Carlo Emanuele Ferdinando di Savoia-Carignano, 1770–1800) és Mária Krisztina szász–kurlandi hercegnő (Marie Christine von Sachsen, Herzogin von Kurland, 1779–1851) leányát. Nyolc gyermekük született:
- Mária Karolina Auguszta főhercegnő (1821–1844), nem ment férjhez, fiatalon meghalt.
- Habsburg–Lotaringiai Adelheid szárd–piemonti királyné (1822–1855), aki 1842-ben feleségül ment unokafivéréhez, II. Viktor Emánuel carignanói herceghez (1820–1878), aki 1849-ben szárd–piemonti király, 1861-ben Olaszország első királya lett, II. Viktor Emánuel néven. Ezt viszont a felesége, aki Maria Adelaida néven lett Szardínia királynéja, már nem érhette meg. Az ő révén Rainer főherceg az egész olasz királyi ház egyik őse lett.
- Lipót (Leopoldo) Lajos Maria Ferenc főherceg (1823–1898) altábornagy, altengernagy, nem nősült meg.
- Ernő (Ernesto) Károly Félix főherceg (1824–1899) altábornagy.
- Zsigmond (Sigismondo) Lipót Rainer (1826–1891) altábornagy, nem nősült meg.
- Rainer (Ranieri) Ferdinánd Mária főherceg (1827–1913) altábornagy, a Birodalmi Tanács (Reichsrat) elnöke, aki Mária Karolina Lujza Krisztina főhercegnőt (1825–1915) vette feleségül.
- Henrik (Enrico) Antal Mária főherceg (1828–1891), aki a polgári származású Leopoldine Hofmannt, a későbbi Waideck bárónőt vette feleségül (morganatikus házasságban).
- Miksa (Massimiliano) Károly Mária főherceg (1830–1839), gyermekként meghalt.

Rainer főherceg sógora, Mária Erzsébet hercegnő bátyja Károly Albert Amadé savoya–carignanói herceg (Carlo Alberto Amadeo di Savoia-Carignano, 1798–1849) volt, aki 1831–1849-ig Károly Albert néven a Szárd–Piemonti Királyság uralkodója lett.